# Robert Popa
Robert Popa, né le 5 mars 2003 à Râmnicu Vâlcea en Roumanie, est un footballeur roumain qui évolue au poste de gardien de but au FC U Craiova 1948.

## Biographie

### En club
Né à Râmnicu Vâlcea en Roumanie, Robert Popa découvre le football dans le club local du SCM Râmnicu Vâlcea à l'âge de six ans et demi, où il commence alors au poste d'avant-centre avant de se repositionner comme gardien de but. Entre temps il s'essaye à l'athlétisme, étant en 2016, à l'âge de 13 ans, champion national du lancer du poids. Il continue son parcours avec le football et c'est à l'ACS Flacăra Horezu (en) qu'il commence sa carrière. Il joue son premier match en professionnel avec ce club à seulement 16 ans, le 24 septembre 2019, lors d'une rencontre de coupe de Roumanie contre l'Astra Giurgiu. Il est titularisé et son équipe s'incline par deux buts à un.
Le 12 mai 2020, Robert Popa s'engage en faveur du FC U Craiova 1948. Il joue son premier match sous ses nouvelles couleurs le 5 septembre 2020, lors d'une rencontre de deuxième division roumaine, en étant titularisé contre le FK Csíkszereda Miercurea Ciuc (en) 5(1-1 score final).
Popa joue son premier match en première division roumaine le 26 septembre 2021, contre le FC Botoșani. Il est titularisé et les deux équipes se neutralisent (1-1).
Lors de l'été 2024, Robert Popa est prêté à l'UTA Arad pour une saison. Le transfert est annoncé le 13 juin 2024.

### En sélection
Robert Popa représente l'équipe de Roumanie des moins de 17 ans pour un total de quatre matchs joués entre 2019 et 2020.
Avec l'équipe de Roumanie des moins de 19 ans, Popa est retenu pour participer au championnat d'Europe des moins de 19 ans en 2022. Lors de cette compétition organisée en Slovaquie il officie comme capitaine et joue les trois matchs de son équipe. Celle-ci s'incline à trois reprises et est ainsi éliminée dès la phase de groupe.
En septembre 2022, Robert Popa est appelé pour la première fois avec l'équipe de Roumanie espoirs par le sélectionneur Emil Săndoi. Il joue son premier match avec les espoirs lors de ce rassemblement, lors d'un match amical contre l'Espagne le 22 septembre 2022. Il est titularisé et son équipe s'incline par quatre buts à un.